# Стилвил (Мисури)
Стилвил (енгл. Steelville) град је у америчкој савезној држави Мисури.

## Демографија
По попису из 2010. године број становника је 1.642, што је 213 (14,9%) становника више него 2000. године.
| Група             | 2000.         | 2010.         |
| Белци             | 1.416 (99,1%) | 1.560 (95,0%) |
| Афроамериканци    | 0 (0,0%)      | 16 (1,0%)     |
| Азијати           | 0 (0,0%)      | 7 (0,4%)      |
| Хиспаноамериканци | 1 (0,1%)      | 29 (1,8%)     |
| Укупно            | 1.429         | 1.642         |